# Bella Tola
Die Bella Tola ist ein Gipfel in den Walliser Alpen in der Schweiz. Er erreicht eine Höhe von 3025 m ü. M. und liegt zwischen Val d’Anniviers und Turtmanntal und somit auf der Sprachgrenze des Kantons Wallis. Die weiter südlich gelegene Turtmannspitze hat darum auch den französischen Namen Pointe de Tourtemagne, ebenso der Meidspitz (Aiguilles du Meiden).
Die Bella Tola ist der nördlichste Punkt über 3000 Meter in dieser Grat-Kette, die über 10 Kilometer von den Diablons nach Norden führt und 2800 Meter nur einmal um 10 Meter unterschreitet. An der Nordflanke der Bella Tola liegt der kleine Bella-Tola-Gletscher, an der Westseite das kleine Skigebiet Saint-Luc Chandolin.
Der Gipfel ist unter anderem von der Cabane Bella-Tola auf 2347 m ü. M. oberhalb von Saint-Luc aus zu erreichen.
Über den etwas südlich liegenden Meidpass führt die 22. Etappe des Alpenpässe-Wegs; noch etwas weiter südlich und östlich der Kammlinie erhebt sich der Gipfel Meidhoru (2876 m ü. M., gelegentlich auch Meidhorn genannt).

## Lage
| \| \| |
|       |

Lage der Bella Tola in den Walliser Alpen (links)
und in den gesamten Alpen (rechts).

## Nachweise
1. 1 2  Bella Tola bei «geo admin.ch»
2. ↑  Cabane Bella-Tola bei «geo admin.ch»
3. ↑  Meidhoru bei «geo admin.ch»